# Bill Pronzini
Œuvres principales
- Série du Détective Sans Nom (Nameless)
- Hidden Valley

Bill Pronzini, né le 13 avril 1943 à Petaluma en Californie, est un auteur américain très prolifique de romans policiers. Il a également publié de nombreuses anthologies (dans plus de cent collections) de nouvelles dans les domaines du mystère, du western et de la science-fiction.

## Biographie
Après deux années universitaires, des difficultés financières contraignent Bill Pronzini à abandonner ses études. Pour gagner sa vie, il exerce d'abord plusieurs petits métiers (vendeur de plomberie, vendeur de journaux, journaliste sportif, employé de bureau, assistant d'un marshall…) avant de vivre de sa plume. 
Il amorce sa carrière littéraire en rédigeant sous les pseudonymes de Peter Janson et Aston Marlowe des ouvrages porno-érotiques pour le compte d'un petit éditeur. Il parvient à publier sous son nom une première nouvelle policière dans un magazine en 1966. Il produit ensuite quantité de nouvelles touchant aux genres les plus divers: western, science-fiction, aventures... Les revenus de ce travail alimentaire lui permettent de mettre au point ses premiers romans noirs, grâce auxquels il acquiert la notoriété. 
Installé en Californie du Nord, puis plusieurs années à Majorque et en Allemagne, il s’est marié trois fois, la première fois avec Laura Patricia Adolphson, (de 1965 à 1967); la seconde fois avec Brunhilde Schier, (de 1972 à 1985). Il épouse enfin Marcia Muller (également auteur de polar) en 1992. Les deux époux écrivent en collaboration trois romans : Mais où sont les Trésors d'antan ? (Beyond the Grave) (1986), The Lighthouse, (1987); et Double (1984), un des romans de la série du Détective Sans Nom (Nameless). Ils collaborent aussi à nombreuses anthologies.
Le premier roman de Bill Pronzini, Qui traque-t-on ? (The Stalker), paraît en 1971. Ses œuvres les plus connues appartiennent toutefois à la série du Nameless (le « détective sans nom »), également amorcée en 1971. En 2012, cette série comprend 41 romans et quatre recueils de nouvelles. Depuis ses débuts, le Nameless a évolué et mûri en parallèle avec son créateur. Les intrigues portent sur les thèmes de crimes habituels au roman policier, mais décrivent peu de scènes de violence. Le style de Pronzini s’attache plus aux personnages qu’à l’histoire et donne lieu à une réflexion, une profondeur peu communes pour le genre policier. Étant donné l’évolution du personnage au cours de la série, il est préférable de les lire dans l’ordre de parution.
Les livres de Bill Pronzini sont traduits en près de vingt langues et publiés dans une trentaine de pays.
Bill Pronzini est nommé six fois pour le prix Edgar des Mystery Writers of America. Il reçoit le Grand Master Award en mai 2008. 
Premier président du Private Eye Writers of America, il en reçoit trois récompenses : deux prix Shamus et un prix pour l'ensemble de son œuvre (Life Achievement Award). En France, son roman Snowbound (Hidden Valley) se voit décerner le grand prix de littérature policière en 1988.

## Œuvre

### Romans

#### SérieThe Nameless
1. The Snatch (1971) Publié en français sous le titre Le Coup tordu, Paris, Gallimard, Série noire no 1503, 1972 ; réédition, Paris, Gallimard, Carré noir no 493, 1983
2. The Vanished (1973) Publié en français sous le titre Où es-tu militaire ?, Paris, Gallimard, Série noire no 1655, 1974
3. Undercurrent (1973) Publié en français sous le titre Fausse Clé, Paris, Gallimard, Série noire no 1697, 1975 ; réédition, Paris, Gallimard, Carré noir no 560, 1985
4. Blowback (1977) Publié en français sous le titre Il n'y a pas d'innocents, Paris, Gallimard, Série noire no 1835, 1981
5. Twospot (1978), en collaboration avec Collin Wilcox
6. Labyrinth (1980) Publié en français sous le titre L'Article de la mort, Paris, Gallimard, Série noire no 1817, 1981
7. Hoodwink (1981) Publié en français sous le titre L'arnaque est mon métier, Paris, Librairie des Champs-Élysées, Le Masque, no 1737, 1984
8. Scattershot (1982) Publié en français sous le titre C'est pas un métier !, Paris, Gallimard, Série noire no 1895, 1982
9. Dragonfire (1982) Publié en français sous le titre Mon pote le vendu, Paris, Gallimard, Série noire no 1924, 1983
10. Bindlestiff (1983) Publié en français sous le titre Prière d'incinérer, Paris, Gallimard, Série noire no 1965, 1984
11. Case file (1983), recueils de nouvelles
12. Quicksilver (1984) Publié en français sous le titre Le Mausolée de la vengeance, Paris, Gallimard, Série noire no 2008, 1984
13. Nightshades (1984) Publié en français sous le titre Fantômes en flammes, Paris, Gallimard, Série noire no 2031, 1985
14. Double (1984), en collaboration avec Marcia Muller
15. Bones (1985) Publié en français sous le titre Un crâne empaillé, Paris, Gallimard, Série noire no 2064, 1986
16. Deadfall (1986) Publié en français sous le titre Faut pas pousser !, Paris, Gallimard, Série noire no 2099, 1987
17. Shackles (1988) Publié en français sous le titre Le Carcan, Paris, Gallimard, Série noire no 2181, 1989
18. Jackpot (1990) Publié en français sous le titre Jackpot, Paris, Gallimard, Série noire no 2261, 1991
19. Breakdown (1991) Publié en français sous le titre Tout fout le camp, Paris, Gallimard, Série noire no 2300, 1992
20. Quarry (1992)
21. Epitaphs (1992)
22. Demons (1993) Publié en français sous le titre Démons, Paris, Librairie des Champs-Élysées, Le Masque, no 2299, 1996
23. Hardcase (1995)
24. Spadework (1996), recueil de nouvelles
25. Sentinels (1996)
26. Illusions (1997)
27. Boobytrap (1998)
28. Crazybone (2000)
29. Bleeders (2001)
30. Spook (2002)
31. Scenarios (2005), recueil de nouvelles
32. Nightcrawlers (2005)
33. Mourners (2006)
34. Savages (2007)
35. Fever (2008)
36. Schemers (2009)
37. Betrayers (2010)
38. Camouflage (2011)
39. Hellbox (2012)
40. Femme (2012)
41. Nemesis (2013)
42. Strangers (2014)
43. Vixen (2015)
44. Zigzag: A Nameless Detective Collection (2016), 2 novellas & 2 nouvelles
45. Endgame (2017)

#### SérieJohn Quincannon
1. Quincannon (1985) Publié en français sous le titre Une mine épatante, Paris, Gallimard, Série noire no 2044, 1986
2. Beyond the Grave (1986), en collaboration avec Marcia Muller Publié en français sous le titre Mais où sont les Trésors d'antan ?, Paris, Gallimard, Série noire no 2113, 1987.

#### SérieSabina Carpenter
Coécrit avec Marcia Muller
1. The Bughouse Affair (2013)
2. The Spook Lights Affair (2013)
3. The Body Snatchers Affair (2015)
4. The Plague of Thieves Affair (2016)
5. The Dangerous Ladies Affair (2017)
6. The Bags of Tricks Affair (2018)
7. The Flimflam Affair (2019)
8. The Stolen Gold Affair (2020)
9. The Paradise Affair (2021)

#### Autres romans
- The Stalker (1971) Publié en français sous le titre Qui traque-t-on ?, Paris, Gallimard, Série noire no 1459, 1971
- Panic ! (1972) Publié en français sous le titre Taillons-nous !, Paris, Gallimard, Série noire no 1591, 1973 ; réédition, Paris, Gallimard, Carré noir no 524, 1984
- Snowbound (1974) Publié en français sous le titre Hidden Valley, Paris, Rivages/Noir n°48, 1988
- Games (1976) Publié en français sous le titre Tout ça n'est qu'un jeu, Paris, Fayard Noir, 1981 ; réédition, Paris, Édito-Service, Classiques du Crime, 1984 ; réédition, Paris, Le Livre de Poche no 7503, 1986
- The Running of Beasts (1976), en collaboration avec Barry N. Malzberg
- Acts of Mercy (1977), en collaboration avec Barry N. Malzberg
- Nightscreams (1979), en collaboration avec Barry N. Malzberg Publié en français sous le titre La nuit hurle, Paris, Fleuve noir, coll. Engrenage no 80, 1983 ; réédition, Paris, Rivages/Noir no 78, 1989
- A Killing in Xanadu (1980)
- Prose Bowl (1980), en collaboration avec Barry N. Malzberg
- The Cambodia File (1981), en collaboration avec Jack Anderson Publié en français sous le titre La Fête des morts, Paris, Mazarine, 1982
- Masques (1981) Publié en français sous le titre Mercredi des cendres, Paris, Fleuve Noir, coll. Engrenage no 129, 1985 ; réédition, Paris, 10/18 no 2118, 1990
- Cat's Paw (1983)
- The Gallows Land (1983) Publié en français sous le titre La Terre du bourreau, Paris, Gallimard, Série noire no 1969, 1984
- Starvation Camp (1984)
- The Eye (avec John Lutz) (1984) Publié en français sous le titre La Traversée des enfers, Paris, Gallimard, Série noire no 2038, 1986
- San Francisco (1985)
- The Lighthouse (1986), en collaboration avec Marcia Muller
- The Last Days of Horse-Shy Halloran (1987)
- Firewind (1989)
- The Hangings (1989)
- Stacked deck (1991)
- Carmdody's run (1993)
- With an Extreme Burning ou The Tormentor (1994)
- Blue Lonesome (1995) Traduit en français par Frédéric Brument et publié sous le titre Mademoiselle Solitude, Paris, Éditions Denoël, Sueurs froides, 2013 ; Paris, Gallimard, Folio policier no 766, 2015
- A Wasterland of Strangers (1997) Publié en français sous le titre Le Crime de John Faith, Paris, Éditions du Rocher, 2001 ; Paris, Gallimard, Folio policier no 277, 2002
- Nothing but the Night (1999) Publié en français sous le titre Longue est la nuit, Paris, Éditions du Rocher, 2002
- In a Evil Time (2001)
- All the Long Years (2001)
- Step to the Graveyard Easy (2002)  Publié en français sous le titre La Mort sans peine, Paris, Éditions L'Écailler du Sud, 2005
- Burgade's Crossing (2003)
- The Alias Man (2004)
- The Crime of Joseph Wise (2006)
- The Other Side of Silence (2008)
- The Hidden (2010)
- The Violated (2017)
- Give-a-Damn Jones (2018)
- The Peaceful Valley Crime Wave (2019)

### Ouvrages parus sous pseudonymes

#### Ouvrages signés Jack Foxx
1. The Jade Figurine (1972)
2. Dead Run (1975)
3. Freebooty (1976)
4. Wildfire (1978)

#### Ouvrages signés Alex Saxon
1. A Run in Diamonds (1973)
2. The Dying time (1999)

#### Ouvrage signé Robert Hart Davis
1. Charlie Chan in The Pawns of Death (1974) (coécrit avec Jeffrey Wallmann) - Reprise du héros de Earl Dar Biggers

#### Ouvrages signés William Jeffrey
(coécrit avec Jeffrey Wallmann)
1. Duel at Gold Buttes (1981)
2. Border fever (1983)
3. Day of the moon (1983)

### Nouvelles

#### Recueils de nouvelles
- Graveward Plots (1985)
- Small Felonies (1988) Publié en français sous le titre Histoires pour rire et pleurer, Paris, Gallimard, Série noire no 2209, 1989
- The Best Western Stories of Bill Pronzini (1991)
- Criminal Intent 1 (avec Ed Gorman et Marcia Muller) (1993)
- Carpenter and Quincannon (1998)
- Sleuths (1999)
- Problems Solved (avec Barry N. Malzberg) (2003)
- On Account of Darkness and other SF stories (avec Barry N. Malzberg) (2004)
- Quincannon's game (2005)
- Coyote and Quarter-Moon (2006)
- Crucifixion River (avec Marcia Muller) (2007)
- Small Felonies 2 (2022)

#### Nouvelles isolées
Plus de trois cents nouvelles, parues dans les magazines : Argosy, Ellery Queen's Mystery Magazine, The Magazine of Fantasy and Science Fiction, Alfred Hitchcock's Anthology, et d’autres titres :
- Proof of guilt (1963) (première nouvelle écrite, mais publiée seulement en 1973)
- You don't know what it's like (nov.1966) (première nouvelle publiée)
- It's a Lousy World (1967) Publié en français sous le titre Triste fin dans Alfred Hitchcock : Histoires qui font mouche, Paris, Presses-Pocket no 1820, 1981

Note : Enquête conduite par un détective anonyme qui préfigure le détective sans-nom.
- The Snatch (1968) Publié en français sous le titre Rapt dans Alfred Hitchcock : Histoires à rendre tout chose, Paris, Presses Pocket no 2824, 1983
- The Jade Figurine (1970) Publié en français sous le titre La statuette de jade dans Alfred Hitchcock : Histoires qui virent au noir, Paris, Presses Pocket no 2367, 1982
- Skeleton, rattle your mouldy leg (1984) Publié en français sous le titre Squelette, fais cliqueter tes vieux os desséchés, Paris, Gallimard, Futuropolis, 1984

Note : Nouvelle illustrée par Baru
- Thin Air (1979) Publié en français sous le titre Parti en fumée, traduit par Jean-Paul Gratias, Hitchcock magazine numéro 10, pages 14-30, LGF, Paris, été 1989

### Autres ouvrages
- Gun in Cheek (1983)
- 1001 Midnights: The Aficionado’s Guide to Mystery and Detective Fiction (1986) (coécrit avec Marcia Muller)

### Anthologies
- Vingt-trois collections, principalement dans le domaine du mystère.
- Avec Barry N. Malzberg : quatre collections de science-fiction.
- Avec Martin H. Greenberg : 56 collections, principalement mystère et western.
- Avec Marcia Muller: vingt collections, principalement mystère, suspense et western.

## Prix et distinctions

### Prix
- Prix Shamus 1982 du meilleur roman pour L'arnaque est mon métier (Hoodwink)[1]
- Prix Macavity 1987 du meilleur ouvrage non fictionnel pour 1001 Midnights: The Aficionado’s Guide to Mystery and Detective Fiction[2]
- The Eye Award 1987[1]
- Grand prix de littérature policière 1989 pour Hidden  Valley (Snowbound)[3],[4]
- Prix Shamus 1999 du meilleur roman pour Boobytrap[1]
- Grand Master Award 2008[5]

### Nominations
- Prix Edgar-Allan-Poe 1972 du meilleur premier roman pour Qui traque-t-on ? (The Stalker)[5]
- Prix Edgar-Allan-Poe 1979 de la meilleure nouvelle pour Strangers in the Fog[5]
- Prix Edgar-Allan-Poe 1983 du meilleur ouvrage non fictionnel pour Gun in Cheek[5]
- Prix Shamus 1986 du meilleur roman pour Un crâne empaillé (Bones)[1]
- Prix Macavity 1987 du meilleur roman pour Faut pas pousser ! (Deadfall)[6]
- Prix Anthony 1989 du meilleur roman pour Le Carcan (Shackles)[7]
- Prix Edgar-Allan-Poe 1989 de la meilleure nouvelle pour Incident in a Neighborhood Tavern[5]
- Prix Anthony 1996 du meilleur roman pour Mademoiselle Solitude (Blue Lonesome)[7]
- Prix Shamus 1997 du meilleur roman pour Sentinels[1]
- Prix Hammett 1997 pour Le Crime de John Faith (A Wasterland of Strangers)[8]
- Prix Edgar-Allan-Poe 1998 du meilleur roman pour Le Crime de John Faith (A Wasterland of Strangers)[5]
- Prix Barry 1998 du meilleur roman pour Le Crime de John Faith (A Wasterland of Strangers)[9]
- Prix Hammett 2006 pour The Crime of Joseph Wise[8]
- Prix Shamus 2010 du meilleur roman pour Schemers[1]
- Prix Shamus 2014 du meilleur roman pour Nemesis[1]

## Filmographie
- Scénarios pour la série TV britannique de Roald Dahl : Tales of the unexpected (Bizarre, bizarre)
- La Mort en jeu (1995) TV d'après la nouvelle Liar's dice - réalisation Tim Matheson, avec Melissa Bell, Colin Bemsen, Ted Mc Ginley